# Hookeriopsis armata
Hookeriopsis armata är en bladmossart som beskrevs av Brotherus 1921. Hookeriopsis armata ingår i släktet Hookeriopsis och familjen Hookeriaceae. Inga underarter finns listade i Catalogue of Life.